# Уитаму
Уитаму, Weetamoo (около 1635 — 1676) — полулегендарная женщина знатного рода из племени покассетов, входившего в конфедерацию вампаноагов на северо-восточном побережье США (ныне штат Массачусетс). Родилась в селении Маттапойсет племени поканокетов и погибла на реке Тонтон. Её отцом был Корбитант, сахем (вождь) племени покасетов, обитавшего на территории современного г. Норт-Тайвертон в штате Род-Айленд около 1618—1630.
Уитаму была замужем пять раз в своей жизни, что было связано с личными трагедиями и потрясениями в истории её племени. Её мужьями последовательно были:
- Уиннепуркет, сахем племени согасов (Saugus), обитавшего близ колонии Массачусетс. Умер вскоре после заключения брака.

- Вамсутта, старший сын вождя вампаноагов, известного среди европейцев как Массасойт («великий»; подлинное имя утрачено). После смерти отца возглавил конфедерацию вампаноагов, которая заключила союз с англичанами против племени наррагансеттов, однако англичане сами нарушили договор. Вамсутта заболел и умер во время переговоров с англичанами. Полагая, что англичане были как-то причастны к его смерти, Уитаму и младший брат Вамсутты по имени Метакомет, муж её младшей сестры Вутонекануске, организовали нападение на англичан в июне 1675 года. Так начался конфликт, ныне известный как Война Короля Филипа. Предполагают, что Уитаму родила ребёнка от Вамсутты, однако его имя и дата рождения неизвестны.

- Квеквекваначет — третий муж, о котором известно мало.

- Петоновит — четвёртый муж. В начале войны Короля Филипа он остался на стороне англичан, в связи с чем Уитаму расторгла брак с ним.

- Квиннапин — пятый муж, сын могущественного сахема племени наррагансеттов по прозвищу Каноник. Его описывали как «красивого воина». Этот брак, по-видимому, был счастливым, в нём родился как минимум один ребёнок, умерший в 1676 году.

Когда англичане разгромили вампаноагов в августе 1676 г., Уитаму попыталась спасти бегством, но утонула вместе с ребёнком, а её голова была выставлена на шесте в г. Тонтон (Массачусетс).
Свои воспоминания об Уитаму оставила Мэри Роулендсон в своей книге «Плен и освобождение госпожи Мэри Роулендсон» (The Captivity and Restoration of Mrs. Mary Rowlandson). Её захватил в 1676 г. родственник Уитаму по имени Квиннапин и удерживал в течение трёх месяцев. Роулендсон отзывалась об Уитаму как о «гордячке» и нередко жаловалась на её строгий контроль. Она оставила живое описание того, как выглядела Уитаму и какова она была по характеру:
«Суровой и гордой женщиной была она, и каждый день посвящала тому, что одевалась изящно, как и подобало знатным людям той страны: пудрила волосы, красила лицо, носила ожерелья, драгоценные камни в ушах и браслеты на руках. Когда она одевалась, то сооружала на себе хитросплетение из вампумов и бус».
В 2003 г. Патрисия Кларк Смит написала детский роман о жизни Уитаму в серии The Royal Diaries.